# Tjaša Stanko
Tjaša Stanko (* 5. November 1997 in Maribor) ist eine slowenische Handballspielerin.

## Karriere
Stanko begann das Handballspielen im Grundschulalter in ihrer Geburtsstadt. Weiterhin betrieb sie Leichtathletik. Im Speerwurf sowie Diskuswurf gewann sie im Jugendbereich den nationalen Meistertitel. Weiterhin nahm Stanko an den Olympischen Jugend-Sommerspielen 2014 in Nanjing teil, wo sie im Speerwurf im Finale den neunten Platz belegte. Trotz dieser Erfolge entschied sie sich für den Handballsport.
Nachdem Stanko für die Damenmannschaft von RK Maribor Branik aufgelaufen war, schloss sie sich 2015 dem Erstligisten RK Zagorje an. In ihrem ersten Saison bei RK Zagorje gewann sie die slowenische Meisterschaft. Im Sommer 2017 wechselte die Rückraumspielerin zum Ligakonkurrenten RK Krim, mit dem sie 2018 sowie 2019 sowohl die slowenische Meisterschaft als auch den slowenischen Pokal gewann. In der Saison 2019/20 stand sie beim kroatischen Erstligisten ŽRK Podravka Koprivnica unter Vertrag. Anschließend wechselte Stanko zum französischen Erstligisten Metz Handball. Im Sommer 2021 kehrte sie zum RK Krim zurück. Mit Krim gewann sie 2022, 2023, 2024 und 2025 die slowenische Meisterschaft sowie 2022, 2023 und 2025 den slowenischen Pokal. Seit der Saison 2025/26 steht sie beim ungarischen Erstligisten Győri ETO KC unter Vertrag.
Tjaša Stanko lief anfangs für die slowenische Jugend- und Juniorinnennationalmannschaft auf. Mit der Juniorinnenmannschaft nahm sie an der U-20-Weltmeisterschaft 2014 teil. Mittlerweile gehört Stanko dem Kader der slowenischen Nationalmannschaft an, für die sie bislang 440 Treffer in 105 Länderspielen erzielte. Mit Slowenien nahm sie an der Europameisterschaft 2016, an der Weltmeisterschaft 2017, an den Mittelmeerspielen 2018, an der Weltmeisterschaft 2019, an der Europameisterschaft 2020, an der Europameisterschaft 2022, an der Weltmeisterschaft 2023 und an den Olympischen Sommerspielen 2024 teil. Bei den Mittelmeerspielen 2018 gewann sie die Bronzemedaille.